# Monastero di San Niccolò (Comisa)
Il monastero di San Niccolò è un monastero della Croazia, situato sull'isola di Lissa presso Comisa, in Dalmazia.
Il monastero fu fondato dai Benedettini nell'850 sulla vicina isola di Busi. Il primo insediamento monastico sull'isola di Lissa, presso la sede attuale del convento, probabilmente risale al 1177, all'incirca quando il 10 marzo il papa Alessandro III visitò Lissa. A quest'epoca probabilmente risale la prima chiesa di San Nicola e il monastero di Comisa. I benedettini infine lasciarono l'isola di Busi nel 1200 perché insidiati spesso dai pirati di Almissa e per la mancanza di acqua sorgiva sull'isola.